# Nadzór finansowy
Nadzór finansowy – zbiór działań, których celem jest zapewnienie prawidłowego funkcjonowania rynku finansowego, jego stabilności, bezpieczeństwa oraz przejrzystości, zaufania do niego, a także zapewnienie ochrony interesów uczestników tego rynku.

## Nadzór nad rynkiem finansowym w Polsce

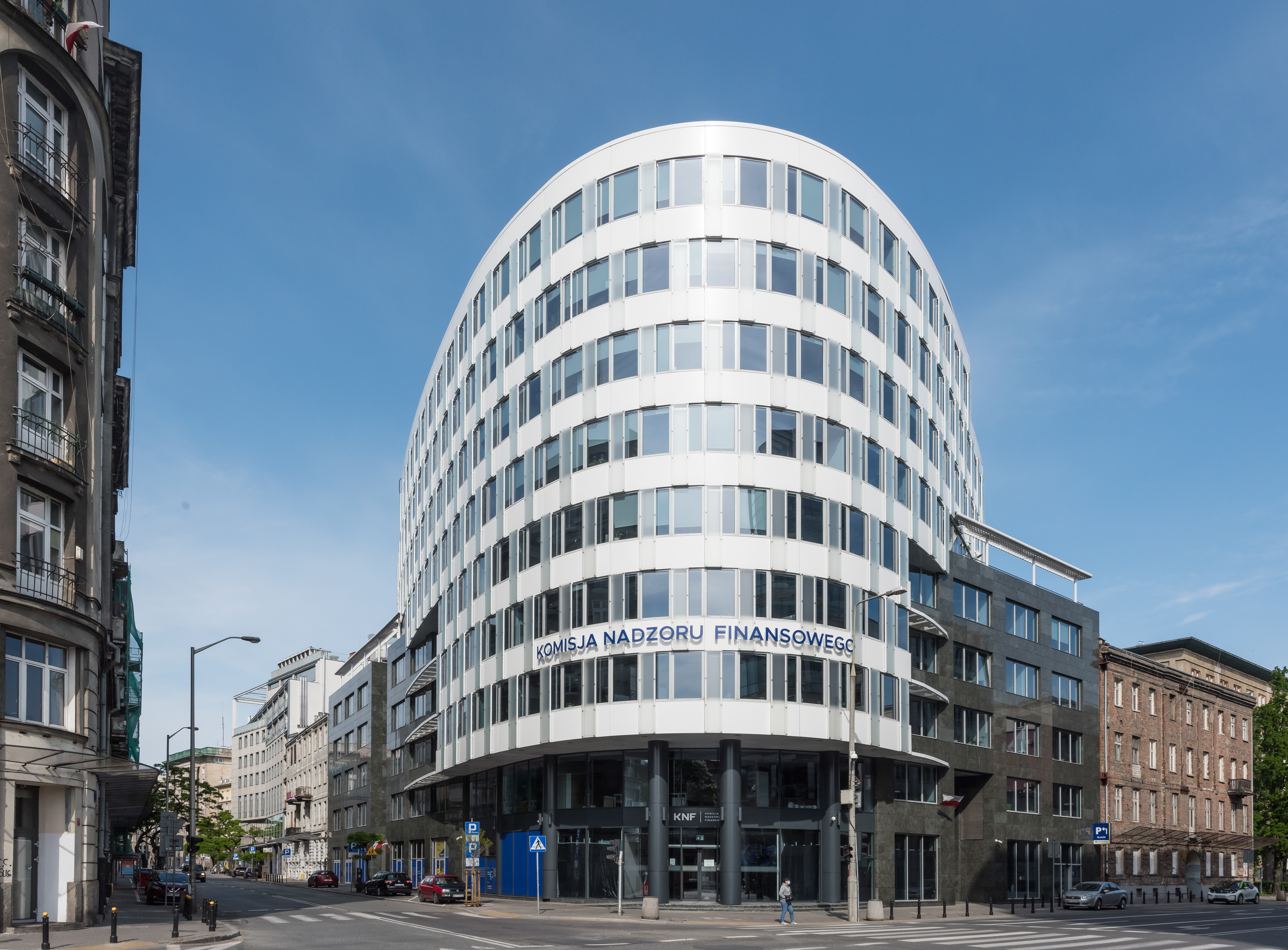
Siedziba Komisji Nadzoru Finansowego odpowiedzialnej za nadzór finansowy w Polsce

W Polsce nadzór nad rynkiem finansowym obejmuje nadzór bankowy, nadzór emerytalny, nadzór ubezpieczeniowy, nadzór nad rynkiem kapitałowym, nadzór nad instytucjami płatniczymi, biurami usług płatniczych, instytucjami pieniądza elektronicznego, oddziałami zagranicznych instytucji pieniądza elektronicznego, nadzór nad agencjami ratingowymi, nadzór uzupełniający oraz nadzór nad spółdzielczymi kasami oszczędnościowo-kredytowymi i Krajową Spółdzielczą Kasą Oszczędnościowo-Kredytową.
Obecnie za nadzór finansowy w Polsce jest odpowiedzialna Komisja Nadzoru Finansowego (tzw. nadzór mikroostrożnościowy). W przeszłości (po 1989 roku), nadzór nad częścią rynku finansowego był sprawowany m.in. przez Prezesa Narodowego Banku Polskiego (nadzór bankowy), Komisję Nadzoru Bankowego (nadzór bankowy) oraz Komisję Papierów Wartościowych i Giełd (nadzór nad rynkiem kapitałowym).